# Municipio de Harrison (condado de Knox, Ohio)
El municipio de Harrison (en inglés: Harrison Township) es un municipio ubicado en el condado de Knox en el estado estadounidense de Ohio. En el año 2010 tenía una población de 806 habitantes y una densidad poblacional de 12,92 personas por km².

## Geografía
El municipio de Harrison se encuentra ubicado en las coordenadas 40°20′56″N 82°19′12″O / 40.34889, -82.32000. Según la Oficina del Censo de los Estados Unidos, el municipio tiene una superficie total de 62.4 km², de la cual 62,04 km² corresponden a tierra firme y (0,57 %) 0,35 km² es agua.

## Demografía
Según el censo de 2010, había 806 personas residiendo en el municipio de Harrison. La densidad de población era de 12,92 hab./km². De los 806 habitantes, el municipio de Harrison estaba compuesto por el 97,15 % blancos, el 0,99 % eran afroamericanos, el 0,12 % eran amerindios, el 0,12 % eran asiáticos, el 1,12 % eran de otras razas y el 0,5 % eran de una mezcla de razas. Del total de la población el 0,99 % eran hispanos o latinos de cualquier raza.